# Arctosa mineira
Espèce
Arctosa mineira est une espèce d'araignées aranéomorphes de la famille des Lycosidae.

## Distribution
Cette espèce est endémique du Minas Gerais au Brésil,. Elle se rencontre vers Jaboticatubas.

## Description
La femelle holotype mesure 6,25 mm.

## Systématique et taxinomie
Cette espèce a été décrite par Paredes-Munguía, Brescovit et Teixeira en 2024.

## Étymologie
Son nom d'espèce lui a été donné en référence aux habitants du Minas Gerais.

## Publication originale
- Paredes-Munguía, Brescovit & Teixeira, 2024 : « Revision of Neotropical wolf spider genus Arctosa C.L. Koch, 1847 (Araneae: Lycosidae), with description of seven new species. » Zootaxa, no 5414(1), p. 1-83.